# كريستيان توبيرا
كريستيان توبيرا (بالفرنسية: Christiane Taubira)، هي سياسية فرنسية ولدت في عام 1952 في كايين عاصمة غويانا الفرنسية، وهي حالياً وزيرة العدل الفرنسية منذ 2012.
وقد اثارت بعض الجدل في القوانين التي استحدثتها وزارتها مثل القانون الذي يسمح لزواج المثليين جنسياً في فرنسا.
لديها تخصص في العلوم الاقتصادية، ولذلك كلفت عام 2008 من قبل رئيس فرنسا حينها، نيكولا ساركوزي، ببحث موضوع الشراكة الاقتصادية بين الاتحاد الاوربي وبين دول الكاريبي.
وفي عام 2013، وحين كانت وزيرة العدل الفرنسية وحافظة الأختام فانها تقدمت بمشروع قانون زواج المثليين في فرنسا.
هي كانت وراء اقرار قانون 21 أيار 2001 الذي يصنف ما حصل في القرن الخامس عشر من تجارة عبيد مورست على سكان أفريقيا، وهنود أمريكا، كجريمة ضد الإنسانية، ويعتبر هذا القانون قانون استذكاري [loi memorielle loi mémorielle].
كانت مرشحة حزب اليسار الراديكالي PRG في الانتخابات الرئاسية في عام 2002، وكانت كذلك نائبة برلمانية في غوايانا الفرنسية منذ 1993 إلى 2012.

## سيرتها الشخصية
ولدت كريستيان توبيرا لأم اسمها بيرتيل والتي كانت تعمل كموظف مساعد غير مرخص انجبت إحدى عشر طفلاً وتوفت بعمر ال49 سنة. من بين الأطفال الاحدى عشر يوجد خمسة، من بينهم كريستيان توبيرا، من نفس الاب وهو جورج توبيرا وكان يعمل كبقال في كايين، وكان قد انفصل عن ام كريستيان توبيرا. تزوجت بدورها كريستيان توبيرا في الثمانينات من السياسي رولاند ديلانون واستمر زواجهما 20 سنة انجبت فيه توبيرا أربعة أطفال، لكنهم انفصلوا عام 2002.

## دراستها
تحصلت كريستيان توبيرا على شهادة في العلوم الاقتصادية، وشهادة في علم الاجتماع، وشهادة في علم الأعراق، وشهادة في صناعة الغذاء. صارت توبيرا استاذة للعلوم الاقتصادية في عام 1978.

## حياتها

### التكوين والمسيرة الوظيفية
بعد ولادتها في كايين في عائلة كبيرة، وكانت امها بيرتيل منفصلة عن ابيها، وتوفيت امها بيرتيل بعمر 49 سنة، تاركة خلفها 11 طفلاً، خمسة من هم من نفس اب كريستيان. كان اب كريستيان يعمل بقالاً في كايين واسمه جورج توبيرا، وكان قد هجر العائلة. تزوجت كريستيان بدورها من السياسي رولاند ديلانون واستمر زواجهما 20 سنة ثم تطلقا عام 2002، وقد انجبت كريستيان أربعة أطفال. كان السبب في طلاق الزوجين هو ازمنة سياسية حيث شكل زوجها في انتخابات عام 1998 قائمة انتخابية منافسة لزوجته.
أصبحت استاذة جامعية في العلوم الاقتصادية عام 1978.
وفي دراستها الجامعية حصلت كريستيان توبيرا على دبلوم من الدائرة الثالثة (تصنف الشهادات الجامعية في فرنسا بثلاث دوائر، تكون الدائرة الأولى هي الأكثر بداية ويقابلها تقريباً البكلوريوس، والدائرة الثالثة هي الأكثر تعقيداً وتخصصاً وهي ربما تشابه الماستر أو الدكتوراه) في العلوم الاقتصادية، وليسونس في علم الاجتماع، وسيرتيفيكا بعلم الأعراق، وشهادة في العلوم الغذائية.
هي إحدى مؤسسي الجمعية الزراعية (كاريكوب Caricoop من أجل غوايانا)، وقد صارت المديرة العامة لهذه الجمعية بين سنتي 1982 و1985. منذ 1990، هي عضورة في مكتب التعاون من اجل التجارة الخارجية في غوايانا، وهو مكتب تابع للحكومة في غوايانا.

### المسيرة السياسية

#### البدايات كمناضلة مستقلة ومنشئة لحزب والواري
بدأت مسيرتها السياسية عام 1978 كمناضلة مستقلة في الحركة الغوايانية المضادة للاستعمار (موغيويدي MOGUYDE) وهي الحركة التي انشأها زوجها رولاند ديلانون عام 1974. وكانت تحرر المجلة المستقلة (ماوينا Mawina). وقد أوقف زوجها عام 1974 مع اثنا عشر شخصاً لضلوعهم في عمليات عنيفة في مؤسسات بترولية في غوايانا كانت تهدف اعمالهم تلك للمساهمة في طرد الاستعمار الفرنسي من غوايانا. بعد ذلك صار عليها هي كذلك ان تعيش في الخفاء. سجن زوجها لمدة ثمانية عشر شهراً.
بعد وصول فرانسوا ميتران إلى رئاسة فرنسا عام 1981 توقفت توبيرا عن نضالها في سبيل استقلال غوايانا، وكرست نشاطها المهني بتوقيع عقد استاذة باحثة في جامعة الكوبيك في مونتريال. وفي عام 1993، اسست مع زوجها حزب (والواري) وترأساه.

#### نائبة (أو ممثلة) غوايانا (1993-2002)
أُنتُخِبَتْ عام 1993 كنائبة عن غوايانا في حكومة إدوارد بالادور.
انتمت عام 2001 إلى الحزب الاشتراكي Parti Socialist الفرنسي.
أطلق اسم كريستيان توبيرا على القانون الفرنسي رقم 2001-434، الذي صوت عليه عام 2001 الذي اعتبر ان التجارة بالسود عبر المحيط الأطلنطي كانت عبارة عن جريمة ضد الإنسانية. وسمح هذا القانون كذلك على تضمين هذا الموضوع في النصوص المدرسية وكذلك سمح للبحوث في هذا الميدان. وإحدى نتائج هذا القانون انه اعتبر تاريخ صدوره في 10 أيار 2001، تاريخاً لاستذكار العبودية في كل 10 أيار من كل سنة.
أنتُقِد هذا القانون من قبل أحد المختصين في تاريخ العبودية وهو أوليفييه بيتري-جرينويللو، الذي قال بما معناه ان التجارة بالبشر كان أمر ممارساً من قبل السود انفسهم في قارتهم قبل وصول البيض لها، وان هناك الكثير من التجار السود الذين قاموا ببيع عبيد سود للبيض.

#### الترشيح للانتخابات الرئاسية عام 2002
في عام 2002 صارت توبيرا مرشحة حزب اليسار الراديكالي Parti radical de gauche في الانتخابات الرئاسية، وتحصلت على 2,32% من الأصوات في الجولة الأولى.

#### نائبة (أو ممثلة) غوايانا (2002-2012)
انتخبت من جديد كنائبة عن غوايانا باصوات بلغت 67,22%. في ذلك الوقت كانت عضوة في الحزب الاشتراكي الفرنسي بالإضافة إلى عضويتها في الحزب الغواياني واريواري.

#### حافظة الاختام، وزيرة العدل منذ 2012

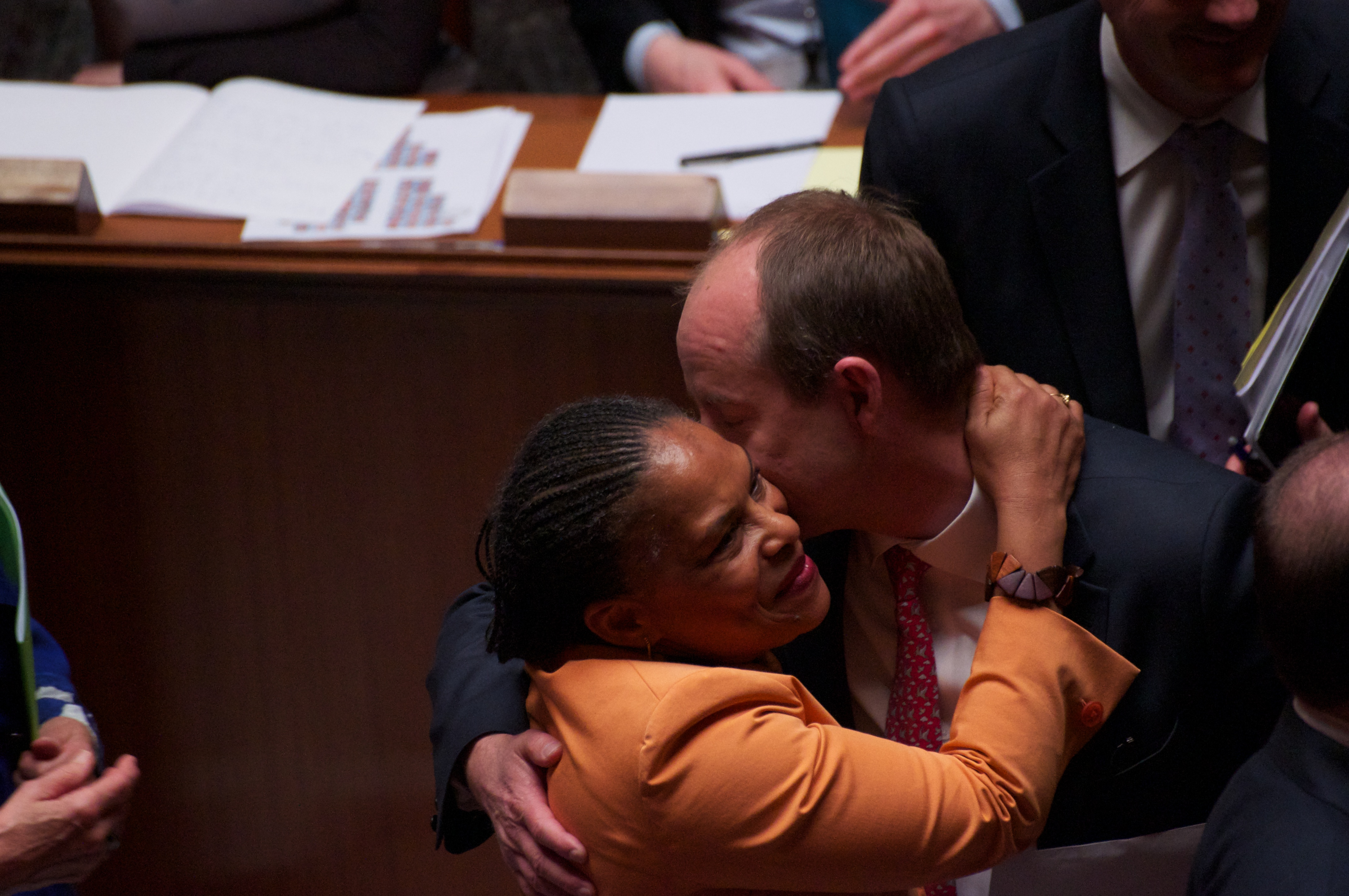
صورة لكريستيان توبيرا مع جون جاك اورفواس، في البرلمان الفرنسي بعد النجاح في اقرار مشروع قانون زواج المثليين.

بعد تولي فرنسوا هولاند رئاسة الجمهورية صارت توبيرا في 16 أيار من عام 2012 وزيرة العدل الفرنسية وحافظة الاختام.

#### الاستقالة عام 2016
وقد أعلنت توبيرا استقالتها من منصبها كوزيرة للعدل في شهر كانون الثاني من سنة 2016، هذا في الوقت الذي بدأ الحديث عن مشروع قرار في فرنسا ينص على إسقاط الجنسية الفرنسية عن الإرهابيين الذين يملكون جنسيتين.

## روابط خارجية
- كريستيان توبيرا على موقع IMDb (الإنجليزية)
- كريستيان توبيرا على موقع مونزينجر (الألمانية)
- كريستيان توبيرا على موقع ديسكوغز (الإنجليزية)
- كريستيان توبيرا على موقع قاعدة بيانات الفيلم (الإنجليزية)